# Прапор СРСР
Прапор СРСР — державний символ Радянського Союзу, червоне полотнище. На лицевій стороні в лівому верхньому куті розташовані червона зірка із золотою облямівкою та перехрещені серп і молот. Зворотна сторона прапора суцільно червона. Співвідношення сторін прапора — 1:2.
У 2022 році прапор СРСР став одним із головних символів повномасштабного вторгнення Росії в Україну та окупації її територій. Повсюдно використовується окупантами разом із російським прапором.

## Історія
Після Жовтневої революції 1917 року більшовики прийняли червоний прапор як символ революції та боротьби за соціалізм. Червоний колір асоціювався з пролитою кров'ю робітників і селян у боротьбі за новий лад.
Перший офіційний прапор Радянської Росії, затверджений у 1918 році, складався з червоного полотнища з абревіатурою «РСФСР» у верхньому лівому куті. 30 грудня 1922 року була утворена нова держава — Союз Радянських Соціалістичних Республік, до складу якої увійшли РРФСР, Українська РСР, Білоруська РСР і Закавказька РСР. Виникла необхідність у створенні нового державного прапора, який символізував би єдність усіх радянських республік. 6 липня 1923 року Всеросійський Центральний Виконавчий Комітет (ВЦВК) затвердив перший державний прапор СРСР. Він складався з червоного полотнища із золотими серпом і молотом у верхньому лівому куті, над якими розміщувалася червона п'ятикутна зірка з золотим контуром.
У 1955 році було внесено зміни до стандартів прапора. Тепер чітко регламентувалися розміри, пропорції та розташування символів. Прапор СРСР використовувався на державних і партійних заходах, у військових церемоніях, на міжнародних подіях, зокрема під час Олімпійських ігор. Він став символом перемоги над нацизмом, особливо після підняття прапора над Рейхстагом у 1945 році під час Другої світової війни. Після розпаду СРСР у 1991 році прапор втратив статус державного. Нові незалежні держави, що утворилися на території колишнього СРСР, ухвалили власні національні прапори.
Прапор СРСР був заборонений у кількох країнах, переважно в тих, які постраждали від радянської окупації або комуністичних репресій. У Литві, Латвії та Естонії радянська символіка заборонена, оскільки ці країни були окуповані СРСР у 1940 році. Після відновлення незалежності вони прирівняли комуністичну символіку до нацистської. У Грузії з 2011 року діє закон про заборону радянської та фашистської символіки через репресії та втрату незалежності у 1921 році. В Україні у 2015 році ухвалено закон про декомунізацію, що забороняє радянську символіку, включно з прапором СРСР, через масові репресії, Голодомор, депортації та анексію українських територій. У Молдові у 2012 році радянську символіку також заборонили, хоча Конституційний суд скасував цю заборону у 2013 році. У Польщі з 2009 року діє закон, що забороняє пропаганду тоталітарних режимів, включаючи комунізм. Чехія та Словаччина прирівняли радянську символіку до нацистської, а в Угорщині ще з 1993 року використання радянських символів заборонене та карається законом. Румунія, враховуючи радянську окупацію Бессарабії та комуністичні репресії, також заборонила прапор СРСР. У Німеччині використання радянської символіки може вважатися пропагандою тоталітаризму, особливо у східній частині країни, де колись існувала комуністична НДР.